# Каптурник рудоголовий
Капту́рник рудоголо́вий (Thlypopsis fulviceps) — вид горобцеподібних птахів родини саякових (Thraupidae). Мешкає в Колумбії і Венесуелі.

## Підвиди
Виділяють чотири підвиди:

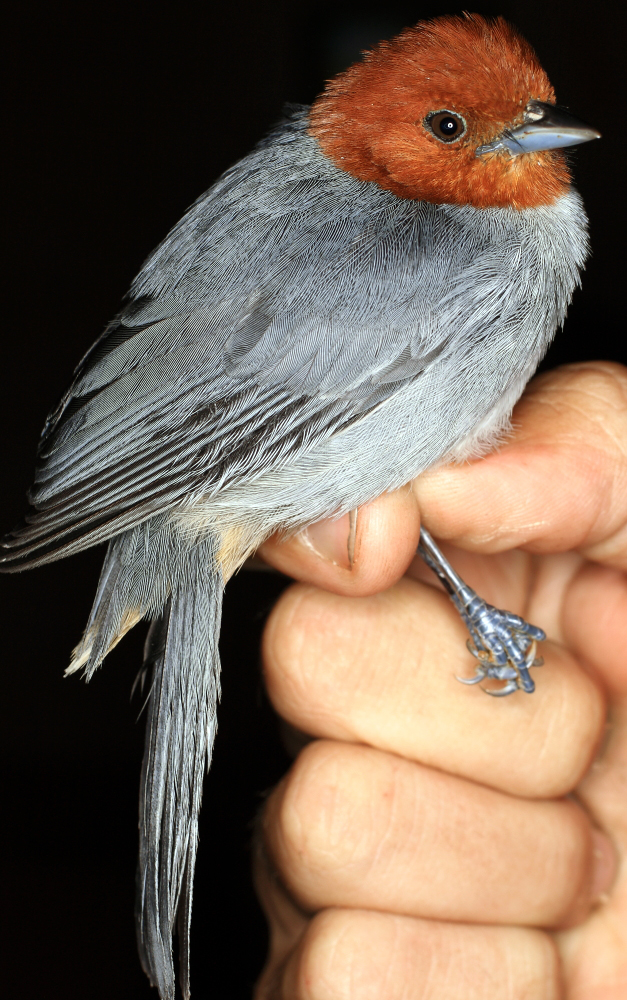
Рудоголовий каптурник (підвид T. f. obscuriceps)

- T. f. fulviceps Cabanis, 1851 — Анди на північному сході Колумбії і Прибережний хребет Венесуели;
- T. f. obscuriceps Phelps & Phelps Jr, 1953 — Сьєрра-де-Періха (Північно-Східна Колумбія і Північно-Західна Венесуела);
- T. f. meridensis Phelps & Phelps Jr, 1962 — Кордильєра-де-Мерида (Західна Венесуела);
- T. f. intensa Todd, 1917 — Східний хребет Колумбійських Анд на північному сході країни.

## Поширення і екологія
Рудоголові каптурники мешкають у горах Колумбії і Венесуели. Вони живуть у вологих гірських і рівнинних тропічних лісах та на узліссях. Зустрічаються на висоті від 750 до 2000 м над рівнем моря.